# Isla Bermejo
Isla Bermejo är en ö i Argentina.   Den ligger i provinsen Buenos Aires, i den södra delen av landet, 600 km sydväst om huvudstaden Buenos Aires. Arean är 74 kvadratkilometer.
Terrängen på Isla Bermejo är mycket platt. Öns högsta punkt är 7 meter över havet. Den sträcker sig 9,9 kilometer i nord-sydlig riktning, och 19,6 kilometer i öst-västlig riktning.